# Ronald Agénor
Ronald Jean-Martin Agénor (sinh ngày 13 tháng 11 năm 1964) là cựu tay vợt chuyên nghiệp đại diện cho Haiti trong suốt sự nghiệp thi đấu. Ông là tay vợt Haiti duy nhất từng đạt được lọt vào top 25 thế giới ở nội dung đơn, với thứ hạng cao nhất là 22 vào tháng 5 năm 1989.

## Chung kết trong sự nghiệp

### Đơn (3 danh hiệu, 5 runner-ups)
| Huyền thoại                         |
| Grand Slam (0–0)                    |
| Tennis Masters Cup (0–0)            |
| ATP Masters Series (0–0)            |
| ATP Championship Series (0–0)       |
| Grand Prix / ATP World series (3–0) |

| Danh hiệu theo mặt sân |
| Cứng (0)               |
| Cỏ (0)                 |
| Đất nện (2)            |
| Carpet (1)             |

| Outcome | Số | Ngày                     | Giải đấu                               | Mặt sân    | Đối thủ          | Tỷ số         |
| ------- | -- | ------------------------ | -------------------------------------- | ---------- | ---------------- | ------------- |
| Á quân  | 1. | 6 tháng 7 năm 1987       | Gstaad, Switzerland                    | Đất nện    | Emilio Sánchez   | 2–6, 3–6, 6–7 |
| Á quân  | 2. | ngày 13 tháng 7 năm 1987 | Bordeaux, Pháp                         | Đất nện    | Emilio Sánchez   | 7–5, 4–6, 4–6 |
| Á quân  | 3. | 5 tháng 10 năm 1987      | Basel, Thuỵ sĩ                         | Hard (i)   | Yannick Noah     | 6–7, 4–6, 4–6 |
| Á quân  | 4. | 25 tháng 7 năm 1988      | Bordeaux, Pháp                         | Đất nện    | Thomas Muster    | 3–6, 3–6      |
| Á quân  | 5. | 5 tháng 7 năm 1993       | Båstad, Thuỵ Điển                      | Đất nện    | Horst Skoff      | 5–7, 6–1, 0–6 |
| Vô địch | 6. | 16 tháng 4 năm 1989      | Athens Open, Hy Lạp                    | Đất nện    | Kent Carlsson    | 6–3, 6–4      |
| Vô địch | 7. | 24 tháng 6 năm 1990      | Campionati Internazionali di Puglia, Ý | Đất nện    | Tarik Benhabiles | 3–6, 6–4, 6–3 |
| Vô địch | 8. | 14 tháng 10 năm 1990     | Berlin, Đức                            | Carpet (i) | Alexander Volkov | 4–6, 7–6, 6–4 |